# Don-crew
株式会社Don-crew（ドンクルー、英: Don-crew）は 日本の芸能事務所。2021年5月設立。

## 概要
アミューズを退社した原田知明が独立後、設立。

## 所属者・団体
- 阪本奨悟
- 葉月ひとみ
- つぐみ
- 東根作寿英
- 劇団プレステージ
- 濵尾咲綺(業務提携：MALLOW St.)
- 田中爽一郎(業務提携：MALLOW St.)
- 加藤才紀子(業務提携：MALLOW St.)

## アーティストエージェント契約
- 上野樹里
- 大原櫻子
- 水川あさみ
- 松岡茉優

## ＣＭエージェント契約
- 賀来賢人
- 仲里依紗

## マネージメント業務委託
- 株式会社　Twin Planet
- 株式会社　チェリブロ
- aon株式会社

## 顧問契約
- 株式会社　TOブックス
- 株式会社　PIKABON
- 株式会社　ベストスカイ
- 株式会社　チョコレイト
- MALLOW st.